# Robert Herrick (Schriftsteller)

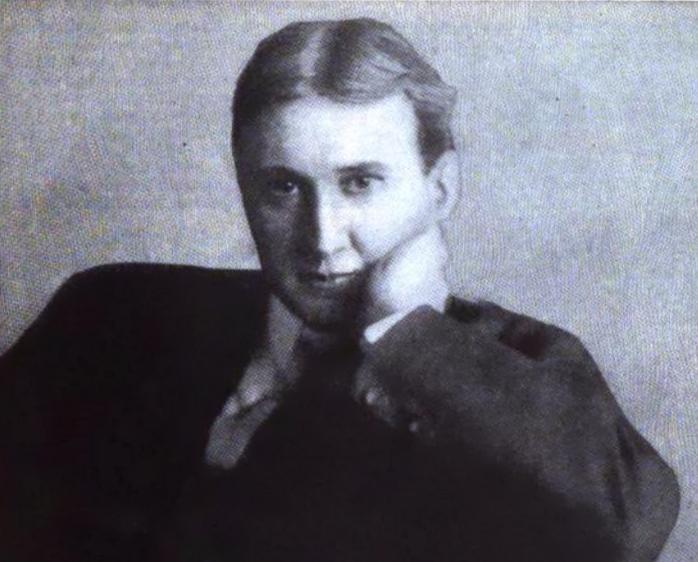
Robert Herrick (1910)

Robert Welch Herrick (* 21. April 1868 in Cambridge, Massachusetts; † 23. Dezember 1938 in Charlotte Amalie, Amerikanische Jungferninseln) war ein US-amerikanischer Schriftsteller. Im Jahr 1935 war er kommissarischer Gouverneur der Amerikanischen Jungferninseln.

## Werdegang
Robert Herrick studierte bis 1890 an der Harvard University. Später hielt er Vorlesungen am Massachusetts Institute of Technology. Zwischen 1905 und 1923 gehörte er der Fakultät der University of Chicago an, wo er das Fach Literatur lehrte. Während dieser Zeit schrieb er dreizehn Romane. Sein bekanntestes Werk war der Roman Web of Life. Seine Werke beschreiben die Auswirkungen der industriellen Gesellschaft auf sensible und einsame Menschen. Der Psychologe und Philosoph William James lobte Herricks schriftstellerische Arbeit und verglich ihn mit dem Briten George Robert Gissing.
Im Jahr 1935 betrat er für kurze Zeit die politische Bühne, als er zum kommissarischen Gouverneur der Jungferninseln ernannt wurde. Hintergrund war eine Reihe von Skandalen, die zur Entlassung seines Vorgängers Paul Martin Pearson führten. Seine Ernennung war nötig, da der eigentliche Vizegouverneur Lawrence William Cramer wegen Anhörungen bezüglich der erwähnten Skandale vor dem US-Senat in Washington, D.C. und daher für einige Zeit von den Jungferninseln abwesend war. Nach Beendigung der Anhörungen endete Herricks Amtszeit als Gouverneur wieder, da Cramer zwischenzeitlich zum regulären neuen Amtsinhaber ernannt worden war.
1908 wurde Herrick in die American Academy of Arts and Letters gewählt.
Robert Herrick starb am 23. Dezember 1938 in Charlotte Amalie auf Saint Croix an den Folgen eines Herzanfalls. Er war seit 1894 mit Harriett Peabody Emery verheiratet. Der Ehe entstammen ein Sohn und zwei Töchter.